# Lungo la riva
Lungo la riva  è un singolo della cantante italiana Suor Cristina, pubblicato nel 2014 e scritto da Neffa per la finale della seconda edizione del talent show The Voice of Italy.
Il brano venne accusato di plagio perché assomigliante al brano La carità, cantato da Adriano Celentano e Don Backy nel film del 1963 Il monaco di Monza.

## Classifiche
| Classifica (2014) | Posizione massima |
| ----------------- | ----------------- |
| Italia            | 37                |